# گیوتین پرنده

ترسیم شیوهٔ استفاده از گیوتین پرنده در فیلم گیوتین پرندهٔ ۲

گیوتین پرنده (به چینی: 血滴子) نوعی گیوتین قابل حمل و یک سلاح افسانه‌ای مربوط به دودمان چینگ در دوره پادشاهی یونگ‌ژنگ در کشور چین است. قسمت‌های مختلف این وسیله شامل یک کلاه که در قسمت زیرین آن تعدادی تیغ تعبیه شده و یک زنجیر بلند هستند. با پرتاب کردن کلاه روی سَر قربانی و کشیدن زنجیر، اهرم‌هایی که رابط بین زنجیر و تیغ‌ها هستند، تیغ‌ها را به سمت مرکز کلاه هدایت می‌کنند و سَر قربانی را قطع می‌کنند.
گیوتین پرنده، دست‌مایهٔ ساخت فیلمی با نام استاد گیوتین پرنده (۱۹۷۵) محصول مشترک تایوان و هنگ‌کنگ هم بوده‌است.